# Koloradská piedmontní plošina
Koloradská piedmontní plošina (anglicky  Colorado Piedmont) je tektonická sníženina ve středním a severním Coloradu, při úpatí pohoří Front Range, které je součástí Jižních Skalnatých hor. Oblast je vyplněna sedimenty z hor. Západně leží výše položené předhůří Front Range, východně leží o něco výše položené Vysoké roviny, součást Velkých rovin. Koloradská piedmotní plošina tvoří nejvíce zalidněnou oblast Colorada.